# Даяки

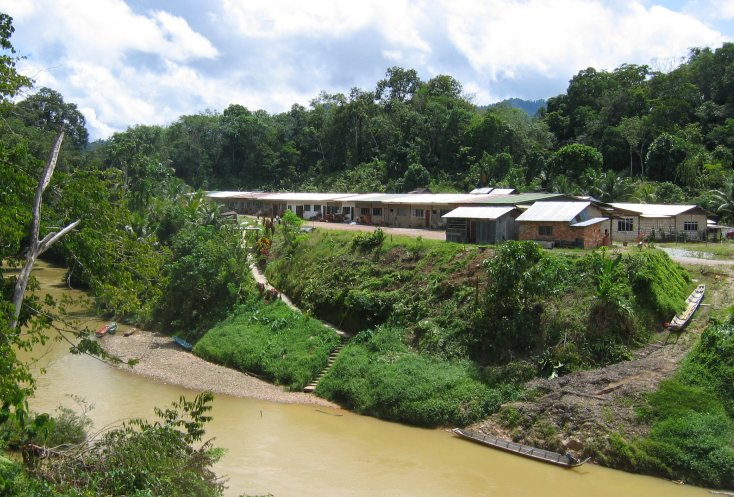
Современный лонгхауз племени Ибан в районе Капит, Саравак

Дая́ки (индон. и малайск. Dayak) — общее название аборигенов острова Калимантан. К даякам относятся 200 племён с различными языками и различной культурой. Обычно даяки селятся в лонгхаузах — длинных домах, в которых они ведут коммунальную жизнь. Всего количество даяков насчитывает примерно 3 миллиона. Народ ибаны — наиболее многочисленный из даяков, проживающих в штате Саравак в Малайзии.

## Этнический состав и расселение

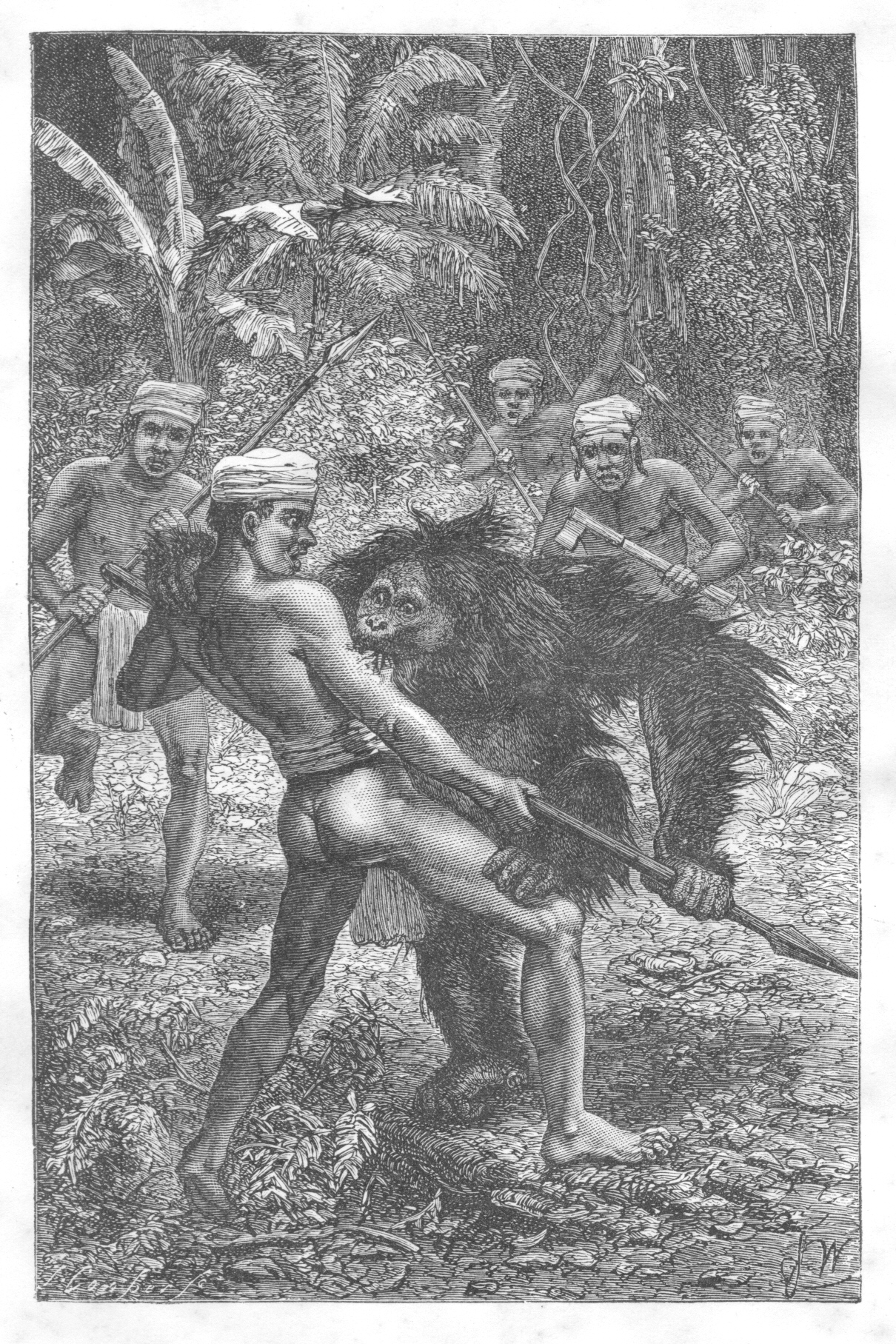
Даяки ловят орангутана (1869 г.)

Даяки — самый крупный народ Калимантана. «Даяк» по-малайски — язычник, анимист. То же самое по-индонезийски «кахаринган», но это название не прижилось. Живут и в Малайзии, и в индонезийской части Калимантана, вместе всех — 1 млн. 200 тыс. чел. Расовый тип — южномонголоидный.
Территориально даяки делятся на группы. Кайяны живут по рр. Кайян, Мендалам и Махакам, кенья — к северу и востоку от них. В р-не Булунгана и р. Телен живут моданги, сегаи, тринги, инихинги и др. По р. Махакам — лонгваи, лонгхаты. К югу и западу от кайянов — оло-нгаджу, по рр. Барито, Капуас, Кахаян, Катинган, Сампит, Ментайя. Между рр. Мелани и Кайян живут отнадомы. К востоку от нгаджу — моаньян, лавангаи и др., к сев. от нгаджу — сераи, мардахики, улу-айеры и др. Ещё многочисленные мелкие «даяки суши» — санггау, секадау, селакау, рибун, мандак, деса и др. У границы с Сабахом живут муруты, келабиты и др. Даяков Саравака иногда называют «клемантаны». Особая группа — бродячие собиратели-охотники — пунаны, букитаны, басаны и др.

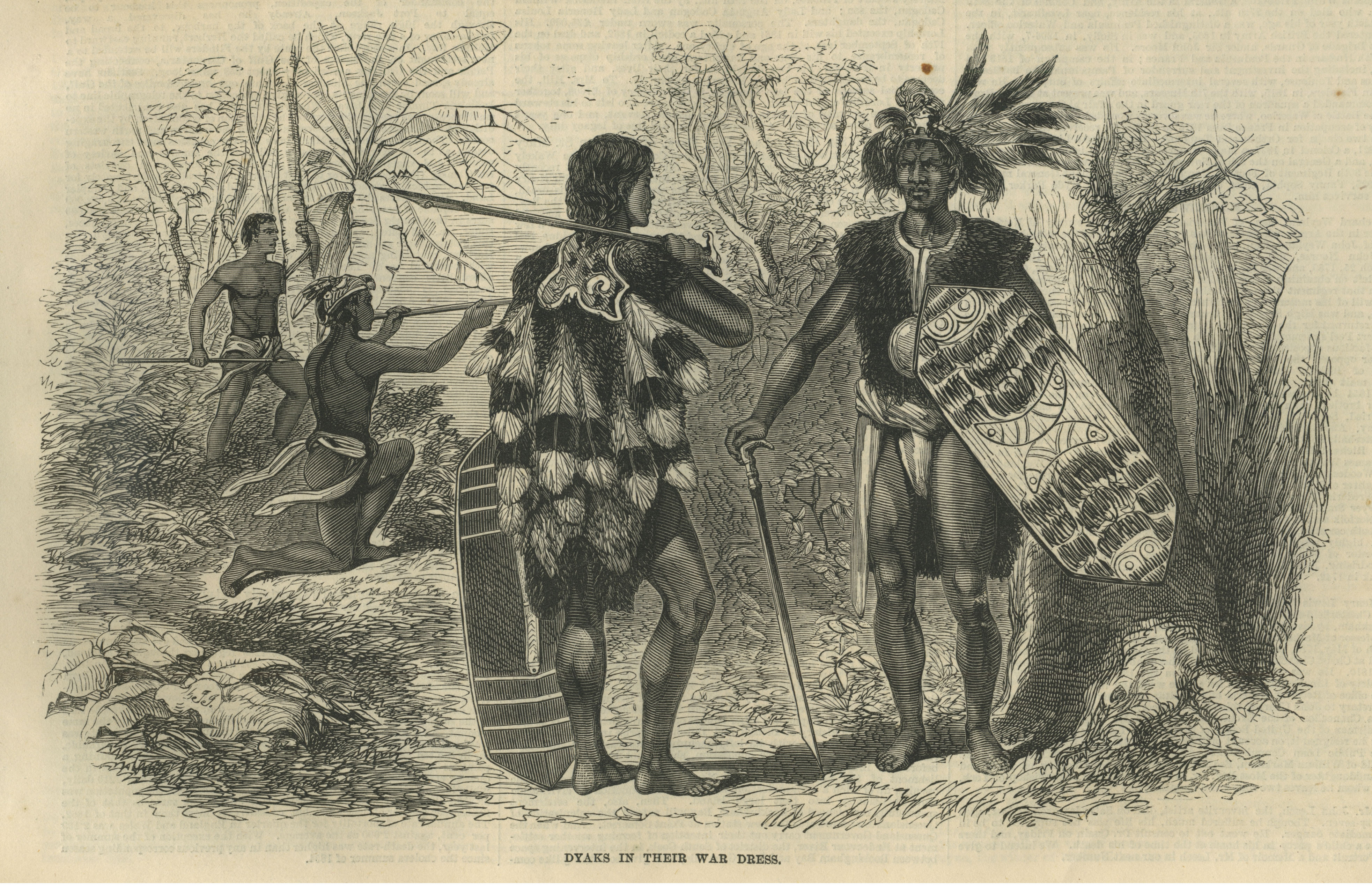
Даяки в их традиционной боевой одежде. Литография сер. XIX в.

## История
Принято считать, что даяки — потомки австронезийцев, которые прибыли из Азии примерно 3000 лет тому назад, сменив или ассимилировав прежнее население. Даякские языки принадлежат к австронезийской группе. 2400 лет назад даяки освоили металлообработку, переняв её от азиатов. Ещё в 1950-е даяки сочетали металлические инструменты с каменными.
О народе ибанов имеются исторические свидетельства, в том числе письменные.

## Религия

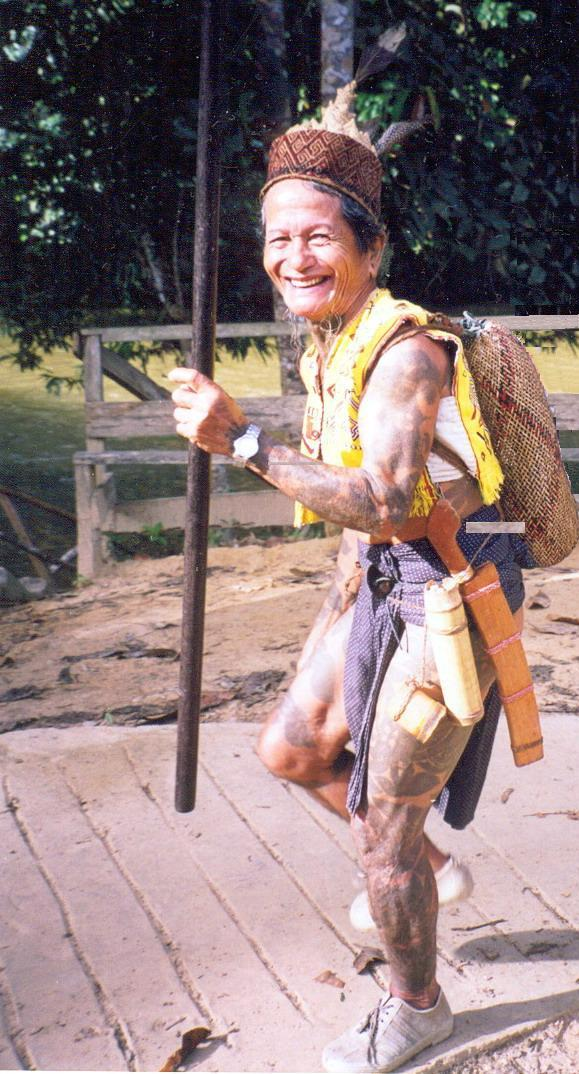
Шаман даяков

Даяки верят в бога-дракона Асо, который сопровождает мёртвых в другой мир.
Религия даяков называется Кахаринган, представляя собой одну из форм анимизма. Однако правительство Индонезии причисляет её к индуизму в соответствии с Панча Сила. Некоторое количество даяков приняли христианство, небольшое число — ислам и буддизм. Несмотря на то, что даяки проживают на территории исламских государств, даяки принимают ислам очень неохотно, видимо из-за запрета на употребление вина и свинины, что очень распространено среди даяков.

## Общество

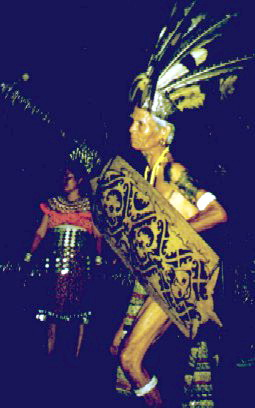
Вождь даяков

До 1920-х годов даяки, как и многие другие народы Юго-Восточной Азии, практиковали охоту за головами. Обрядом инициации для мужчин было убийство врага, для подтверждения которого требовалось принести назад его голову со свежей кровью; только после этого он мог жениться. Охоту за головами у даяков инициировали женщины, уговаривая мужчин особыми песнями. Жертвами охоты обычно становились дети и женщины как более «лёгкая добыча». Также молодые мужчины-даяки уходили путешествовать, причём в каждой местности им делают характерную татуировку. Таким образом они возвращались из странствия, расписанные татуировками тех племён, у которых они побывали.
В прошлом изредка встречалось людоедство, в том числе ритуальный каннибализм. В Индонезии XXI века даяков зачастую продолжают считать охотниками за головами и каннибалами, и, хотя эти практики давно ушли в прошлое, даяки пользуются своим имиджем для получения помощи от государства и как аргумент за официальное признание своих культурных практик.
Оружие даяков — длинная трость-трубка с металлическим наконечником (сумпитан), которая может быть использована как копьё, или одновременно как трубка для стрельбы отравленными стрелами. Стрелы — заострённые тонкие палочки, подобные длинным зубочисткам, которые смачиваются ядом кобры. Мастера могут стрелять из этой трубки очень метко, больше чем на сотню метров. Сделать такую трубку очень трудно — прямое и ровное отверстие сверлится по миллиметру несколько недель.
До сих пор многие даяки не признают огнестрельного оружия, считая его «менее совершенным».
У кайянов выражены сословия — вожди и их родственники, панджин (общинники), дипен (рабы). У оло-нгаджу высшая каста — утус гантон, средняя — утус рандах (свободные общинники), паеленге («руки-ноги», то есть рабы).
Семья — 5-6 человек. Один из детей остаётся жить с родителями. Система родства — малайского типа.
Проживание — равно патри- и матрилокальное. Выкупа нет. Полигамии нет. Имущество делят между всеми детьми без различия. Есть технономия — после рождения второго ребёнка родителей называют не по имени, а «отец и мать такого-то».

## Быт и хозяйство даяков
Земледелие — подсечно-огневое. Поле (ладанг) сперва расчищают от леса топорами, затем деревья сушат месяц, после чего их сжигают. Сеют рис женщины, затем постоянно пропалывают. Мужчины в этот период свободны, занимаются починкой дома, изготовлением сетей, собирают лесные продукты. После сбора урожая колосья режут ножами, а для отделения зерна мужчины их топчут. Такие поля быстро истощаются. На том же самом поле сеют кукурузу, саго, маниок, огурцы, тыквы, просо.
Орудия и оружие — сажальная палка, меч паранг с ножнами и костяной рукояткой, кинжал крис (заимствованный у малайцев), бронзовый нож, копья, духовая трубка сумпитан со стрелой. Кайяны и кенья владеют ремёслами — кузнечным, гончарным, немного ювелирным, резьбой по дереву и кости, прикладной живописью. Предметы украшают орнаментом.
Существует натуральный обмен и «немая» меновая торговля.
Традиционный дом — длинный (ламин, ботанг), до 100—200 м. Строится он обычно на высоком берегу реки. В нём живёт до 50 семей. В селении от 1 до 8 домов. Каркас — из массивных столбов (железное дерево). Дом имеет открытую веранду. У пунанов — свайные хижины из бамбука и пальмовых листьев. Используют лодки лепа.
Основная пища — растительная, рис. Его едят по три раза в день, варят в металлических сосудах, из него делают муку, им фаршируют рыбу, из него делают водку — борак. Используют острые и пряные приправы. Из фруктов самые важные — бананы, едят и бамбуковые побеги. Рыба и все, что удаётся добыть — кабаны, обезьяны, дикобразы, ящерицы — все идёт в пищу. Исламизированные даяки свинину не едят.
Традиционная одежда у более цивилизованных — общеиндонезийского типа, каин или саронг, рубашка (баджа), используется бахрома, бусы. У других одежда проще, например, женщины носят саронг до колен, верх — голый. Пунаны и другие отсталые племена — носят только набедренную повязку. И мужчины и женщины носят украшения: браслеты, кольца, ожерелья, пояс из серебряных монет и цепочек.
Распространено чернение и подпиливание зубов, татуировка, жевание бетеля.

## Даяки в современной Малайзии
Хотя многие даяки покидают длинные дома и поселяются на фермах или в городах, они стремятся жить вместе и селиться рядом с другими даяками, чтобы хоть как-то поддерживать традиционный образ жизни. Немало даяков получили в Малайзии современное образование, освоили компьютеры и заседают в правительстве Малайзии.
Те кто остались в длинных домах, сознательно выбрали такой образ жизни — кто по причине взаимоотношений с духами предков, кто из-за необходимости служить другим духам, кто просто из-за любви к традиционному укладу. Сейчас в длинных домах повсюду есть электричество и телефон (на случай необходимости вызвать медицинскую помощь), длинные дома регулярно посещаются врачами и контролируются на малярию и эпидемии, которые научились эффективно лечить. Дети посещают школы-интернаты, в которых введено компьютерное образование.
Вряд ли следует опасаться, что даяки полностью потеряют свою культуру и традицию своих племён.

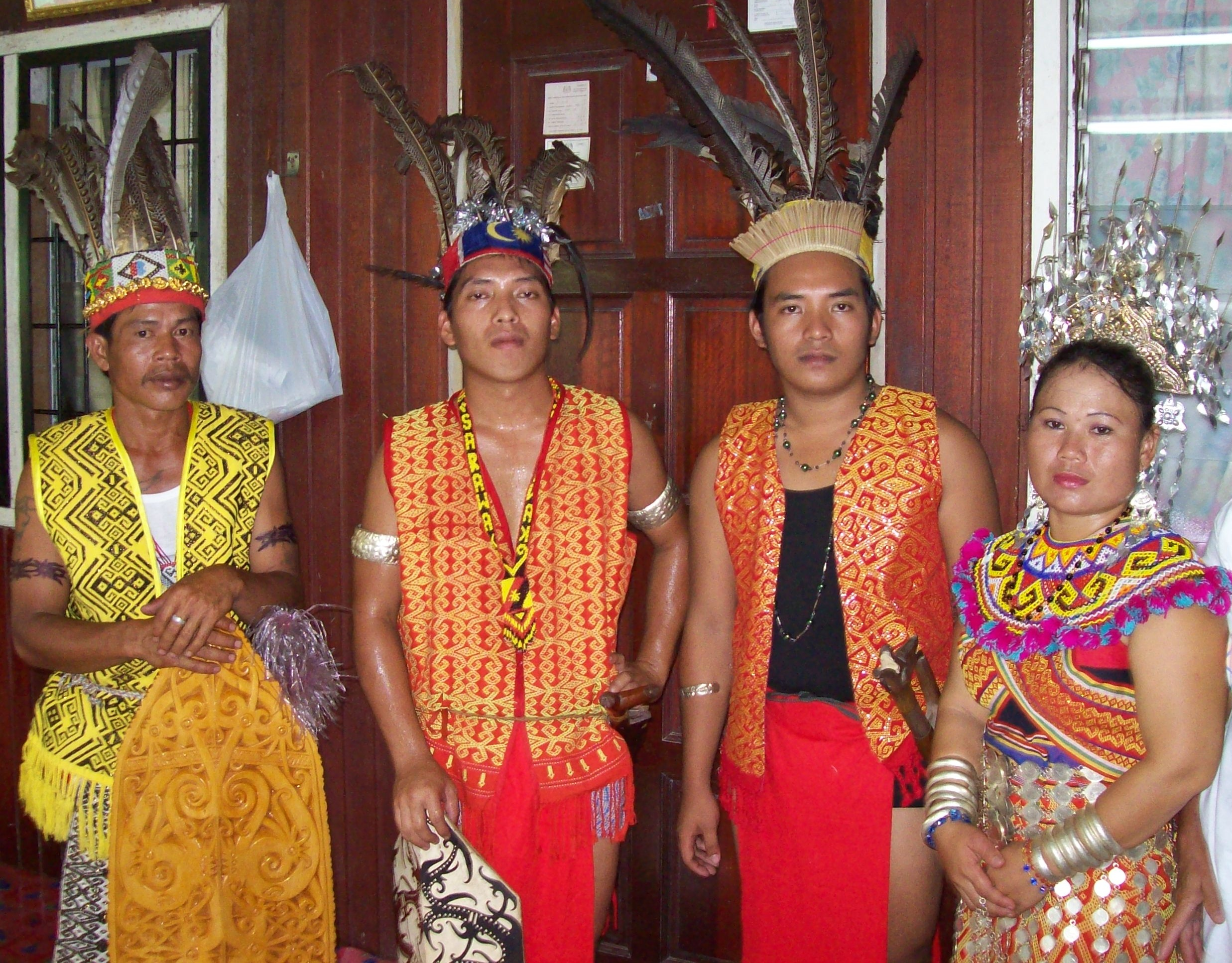
Даяки в национальных костюмах в «длинном доме» (Саравак, Малайзия)

До сих пор на Сараваке вспоминают тот скандал, который поднял швейцарский журналист Бруно Мансер. В период с 1984 по 1990 он прожил вместе с одним из даякских племён, выучил язык и получил большой авторитет. Потом он влез в «большую политику», объяснив даякам, что правительство ущемляет их права, расширяя лесозаготовки и не делясь с даяками доходами. Ему удалось поднять мощное движение протеста, когда даяки блокировали заготовки леса. Журналиста стали поддерживать международные экологические организации. Так как протест нередко принимал экстремальные формы, правительство объявило Бруно Мансера персоной нон грата, он неоднократно высылался из Малайзии, за его голову была объявлена премия в 50 000 американских долларов. Тем не менее он продолжал тайком проникать в Малайзию, переходя нелегально границу со стороны Индонезии.
После этих громких скандалов правительство стало ограничивать иностранцам въезд в глубокие районы Саравака, особенно журналистам. В мае 2000 года Бруно Мансер опять тайком проник со стороны Индонезии на территорию Саравака, а потом бесследно исчез, и на его поиски безрезультатно отправлялись несколько экспедиций, по инициативе Швейцарии и правительства Малайзии. По одним догадкам он погиб, сорвавшись со скалы, по другим — продолжает инкогнито жить среди даяков, подзуживая их к протестам, по третьим — он был по-тихому схвачен властями и до сих пор находится в изоляции, что, правда, маловероятно.
По генеральному плану развития Малайзии до 2020 года (начиная с которого Малайзия собирается именоваться «развитой страной»), предполагается выборочная заготовка леса с сохранением экологии. Почти все животные охраняются государством, даже на крокодилов охота категорически запрещена. Есть надежда, что малайцам удастся решить проблему модернизации племён без ущерба экологии и традициям — Малайзии уже удавалось решить трудные задачи урегулирования сложных национальных противоречий, что уже привело к необычайному подъёму.